# Květuše Homolová
Květa Homolová, oficiálním (úředním) jménem Květuše Homolová, (27. června 1927 Praha – 18. února 2006 Praha) byla redaktorka, literární historička a spoluautorka slovníkových příruček a encyklopedií o českých spisovatelích.

## Život

### Rodinný původ
Květa Homolová se narodila jako Květuše Hejrová 27. června 1927 v porodnici na pražské Štvanici (Útulek matek v Praze VII) do úřednické evangelické rodiny Karla Hejry (* 1889), legionáře, tajemníka ministra obrany za první republiky a člena odbojové skupiny Sázavka za 2. světové války, a jeho manželky Josefy Hejrové (* 1900). O dva roky později se rodina rozrostla o jejího mladšího bratra Karla Hejru (* 1929).

### Mládí a studia
Dětství, od druhého roku věku, prožila v Libni, v domě s adresou V Holešovičkách 1108/37. Po absolvování Obecné školy v Holešovičkách (v ulici Nad Rokoskou) studovala dále na reálném gymnáziu v Libni (nacházelo se vedle Libeňského zámku). Tady získala jazykové základy němčiny a francouzštiny, ale studium zahrnovalo i osm let latiny a čtyři roky nepovinné starořečtiny. Středoškolské studium, silně poznamenané skličující protektorátní atmosférou, završila těsně po skončení druhé světové války 27. května 1945 maturitní zkouškou. Na Filosofické fakultě Univerzity Karlovy úspěšně absolvovala studium oboru slovanská filologie, estetika, filosofie a doktorát obhájila 27. března 1952 disertační prací na téma: Karel Havlíček – literární kritik.

### Zájmy a záliby
V době studia na střední škole tančila s přáteli za protektorátu zakázaný swing. V mládí měla mnoho ctitelů (byla to, čemu se říká femme fatale), hrála na housle a věnovala se sportu – byla brankářkou v české (národní) házené. Spolu se svým manželem se také zabývala splouváním řek (vodáckému sportu) a cyklistice. Byla zanícenou kynoložkou a měla myslivecké zkoušky. Náruživě se věnovala sběru hub. Její otec Karel Hejra ji před patnáctým rokem života naučil velmi dobře hrát mariáš.
Ačkoliv si byla vědoma své krásy, odívala se většinou nejraději do šedých neslušivých šatů často vlastní výroby (šicí stroj).
Vášnivě ráda četla (až do své smrti) a disponovala výrazně vyvinutým literárním vkusem a při pracích na encyklopediích oplývala značnou pečlivostí. V oblibě měla bohémy a literární buřiče, obdivovala Karla Havlíčka a později i antikomunistického písničkáře Jaroslava Hutku.

### Vlastní rodina
Dne 14. února 1948 se Květa Hejrová provdala za mladého poslance KSČ Olega Homolu (* 1921), s nímž se seznámila na zemědělské brigádě. V srpnu 1948 se manželům narodil prvorozený syn Oleg Homola (* 1948). O osm let později se manželům narodil druhý syn Zdeněk Homola (* 1956). Květa Homolová zemřela 18. února 2006 v nemocnici na interním oddělení.

### Politická angažovanost
Na podzim roku 1945 vstoupila do KSČ a zůstala v komunistické straně až do roku 1970, kdy byla vyškrtnuta při stranických prověrkách pro nesouhlas s událostmi 21. srpna 1968 (patřila k reformnímu křídlu KSČ, které předpokládalo možnost budovat „socialismus s lidskou tváří“). Její manžel Oleg Homola (rovněž reformní komunista) byl z komunistické strany vyloučen. Po vyloučení z KSČ dne 13. srpna 1970 byl sesazen z místa ředitele Památníku národního písemnictví (PNP) na místo odborného pracovníka literárního archivu PNP, kde zaměstnával disidenty. Květa Homolová mohla v zaměstnání též zůstat, ale v horší funkci a měla omezenou možnost publikovat.

### Pracovní kariéra
Jako redaktorka nakladatelství Československý spisovatel pracovala od února 1953 do března 1955 a podílela se například na vydávání děl Vítězslava Nezvala. Následně přešla do Ústavu pro českou literaturu ČSAV (sídlil ve Strahovském klášteře). V letech 1960 až 1963 byla odbornou aspirantkou a v té době se pokoušela získat titul kandidát věd (CSc.) na katedře literatury v Institutu společenských věd v Dejvicích. Tématem seminární práce bylo dílo F. X. Šaldy, později však pracovala na kandidátské (disertační) práci o díle Karla Havlíčka, ale kandidaturu se jí nepodařilo dokončit. Na vině byla reorganizace pracovišť (zánik institutu, do kterého se literární vědci odmítli z ústavu přesunout, protože zde měla být hrubě znásilňována literární věda z politických důvodů).
V 60. letech 20. století se autorsky podílela na Slovníku českých spisovatelů (1964) a jako redaktorka spolupracovala na publikaci Svět literatury. Tato kniha byla doplňkovou učebnicí literatury určenou pro středoškolské studenty, jejíž první vydání vyšlo v roce 1967 a druhé v roce 1969. Její autor Felix Vodička zastával v letech 1968 až 1970 funkci ředitele ÚČL ale po skončení jeho funkčního období (z politických důvodů skončil nejen v ÚČL, ale i jinde) se tato jeho učebnice ve škole již dále nesměla používat.
V roce 1971 byla Květa Homolová (spolu s Mojmírem Otrubou) hlavní redaktorkou encyklopedie a studijní příručky Čeští spisovatelé 19. století: studijní příručka. Rozšiřující vydání téže publikace z roku 1972 neslo název Čeští spisovatelé z přelomu 19. a 20. století a jako její autor byl uveden Zdeněk Pešat a kolektiv. I když se na tvorbě publikace podíleli politicky nepohodlní redaktoři (Květa Homolová, Mojmír Otruba, ...), nebyli v záhlaví knihy explicitně uvedeni.
Od začátku 70. let 20. století pracovala jako redaktora i autorka na rozsáhlém projektu – Lexikon české literatury: osobnosti, díla, instituce. Redigovala první čtyři svazky ze šesti:
- díl 1. (autoři od písmen A–G, vyšel 1985, 900 stran);
- díl 2. – svazek I. (autoři od písmen H–J, vyšel 1993, 589 stran);
- díl 2. – svazek II. (autoři od písmen K–L, vyšel 1993, strany 597 až 1377) a také
- díl 3. svazek I. (autoři od písmen M–O, vyšel 2000, 728 stran) a
- díl 3. svazek II. (autoři od písmen P–Ř, vyšel 2000, strany 733 až 1522).

Poslední dva svazky vyšly v roce 2008 (dva roky po její smrti). Projekt byl v 70. letech 20. století přerušen, řada autorů byla nucena z politických důvodů z kolektivu lexikonu odejít.

## Publikační činnost (chronologicky)
- Homolová-Hejrová, Květa. Karel Havlíček - literární kritik. (Praha: s.n.), 1951; 4, 45 stran.
- Biebl, Konstantin et al, (uspořádali Zdena Wolkerová a Jan Kühndel; úvod napsal Karel Konrád; poznámkami opatřili Květa Homolová, Jan Kühndel a Z.K. Slabý). Listy dvou básníků. 1. vydání Praha: Československý spisovatel, 1953; 115 stran.
- Čelakovský, František Ladislav a Homolová, Květa. Ohlasy: Ohlas písní ruských. Ohlas písní českých. 2. vydání Praha: Státní pedagogické nakladatelství, 1959; 187 stran.
- Havel, Rudolf, ed. a Opelík, Jiří, ed. Slovník českých spisovatelů. 1. vydání; Praha: Československý spisovatel, 1964, 625 stran + 40 stran obrazových příloh. V redakčním kruhu explicitně Květa Homolová uvedena není, ale pro tento slovník je autorkou pěti hesel: František Běhounek; František Ladislav Čelakovský; Václav Černý; Otokar Fischer; Arnošt Vaněček.[5]
- Vodička, Felix. Svět literatury. Svazek 1. 2. vydání Praha: SPN, 1969, 223 stran; Pomocné knihy pro žáky.[6]
- Otruba, Mojmír, ed. a kolektiv (za redakce Mojmíra Otruby a Květy Homolové). Čeští spisovatelé 19. století: studijní příručka. 1. vydání Praha: Československý spisovatel, 1971; 255 stran.[7]
- Pešat, Zdeněk, ed. a kol. Čeští spisovatelé z přelomu 19. a 20. století. 1. vydání Praha: Československý spisovatel, 1972; 187 stran[8][4]
- Čelakovský, František Ladislav, (úvodní slovo o autorovi a jeho díle napsala Květa Homolová). Ohlasy. 1. vydáví v Československém spisovateli Praha: Československý spisovatel, 1972, 167 stran; Slunovrat: edice české klasické prózy a poezie. Básnická řada; svazek 1. (publikace obsahuje: Ohlas písní ruských + Ohlas písní českých)
- Opelík, Jiří, ed. et al. Lexikon české literatury: osobnosti, díla, instituce. 1. vydání Praha: Academia, 1985 – 2008; 7 svazků; ISBN 80-200-0797-0.[9]